# Manfred Engelmann
Manfred Engelmann (* 2. Juli 1956 in Periam (deutsch: Perjamosch), Volksrepublik Rumänien; † 2. August 2023) war ein deutscher Magister und Bundeskulturreferent der Landsmannschaft der Banater Schwaben. Manfred Engelmann lebte in Bonn.

## Leben und Werk
Manfred Engelmann war der Sohn des Lehrers Franz Engelmann und der Lehrerin Anna Engelmann, geb. Krummenacker. Sein älterer Bruder ist der Lyriker Uwe Erwin Engelmann.
Nach der Grundschule besuchte Engelmann das Nikolaus-Lenau-Lyzeum in Timișoara. 1973 siedelte er in die Bundesrepublik Deutschland über, wo er an einem Gymnasium in Siegen sein Abitur machte. Danach absolvierte er sein Studium der Germanistik, Geographie und Erziehungswissenschaft an der Universität Bonn, mit dem 1. Staatsexamen 1983 und dem Magister 1984. Es folgte ein Promotionsstudiengang über die Mundart von Saderlach im Banat. Nach der Tätigkeit am Institut für Erziehungswissenschaft der Universität Bonn wurde er 1987 Bundeskulturreferent der Landsmannschaft der Banater Schwaben. Manfred Engelmann ist bekannt für zahlreiche Veröffentlichungen in Text und Bild, u. a. war er im Besitz einer umfangreichen Diasammlung mit dem Titel Südosteuropa.

## Werke
- Manfred Engelmann: Studien zur Mundart von Perjamosch. Uni Bonn 1982
- Manfred Engelmann: Banater Bilder – Land und Leute. 1988
- Manfred Engelmann: Banater Künstler in der Bundesrepublik Deutschland. 1992
- Manfred Engelmann: Temeswar – Symbol der Freiheit. Amalthea Verlag